# Notostira
Genre
Notostira est un genre d'insectes du sous-ordre des hétéroptères (punaises) et de la famille des Miridae.

## Liste d’espèces
Selon le site discoverlife, ce genre comprendrait 4 espèces:
- Notostira elongata
- Notostira erratica
- Notostira poppiusi
- Notostira sibirica